# Gušće
Gušće falu Horvátországban, Sziszek-Monoszló megyében. Közigazgatásilag Sziszekhez tartozik.

## Fekvése
Sziszek városától légvonalban 14, közúton 18 km-re délkeletre, a Száva bal partján fekszik. Egyutcás falu, melynek házai a Száva menti főutca mentén sorakoznak.

## Története
A település neve 1416-ban bukkan fel először „Goschia villa in portu Zave” alakban. Ekkor már lakott település volt. 1466-ban „possessio Gastheprelos”,  1504-ben „villa Gwschya”, 1526-ban „Gosthya possessio ad Blynyewar”, 1545-ben „Gosche” néven szerepel a korabeli forrásokban.  A középkori falu valószínűleg 16. század második felének török háborúi során pusztult el. A török veszély csökkenésével 17. század végén, vagy a 18. század elején telepítették be újra horvát lakossággal. A sziszeki Szent Kereszt plébániához tartozott, majd 1736-ban a sunjai plébániához csatolták. Szent Miklós tiszteletére szentelt plébániatemploma a 18. században épült. 1773-ban az első katonai felmérés térképén „Dorf Gusche” néven szerepel. A falunak 1857-ben 1616, 1910-ben 1395 lakosa volt.
A 20. század első éveiben a kilátástalan gazdasági helyzet miatt sokan vándoroltak ki a tengerentúlra. 1918-ban az új szerb-horvát-szlovén állam, majd később Jugoszlávia része lett. A második világháború idején a Független Horvát Állam része volt. A háború után a béke időszaka köszöntött a településre. Enyhült a szegénység és sok ember talált munkát a közeli városokban. A falu 1991. június 25-én a független Horvátország része lett. 2011-ben 385 lakosa volt.

## Népesség
| Lakosság változása | Lakosság változása | Lakosság változása | Lakosság változása | Lakosság változása | Lakosság változása | Lakosság változása | Lakosság változása | Lakosság változása | Lakosság változása | Lakosság változása | Lakosság változása | Lakosság változása | Lakosság változása | Lakosság változása | Lakosság változása |
| ------------------ | ------------------ | ------------------ | ------------------ | ------------------ | ------------------ | ------------------ | ------------------ | ------------------ | ------------------ | ------------------ | ------------------ | ------------------ | ------------------ | ------------------ | ------------------ |
| 1857               | 1869               | 1880               | 1890               | 1900               | 1910               | 1921               | 1931               | 1948               | 1953               | 1961               | 1971               | 1981               | 1991               | 2001               | 2011               |
| 1.616              | 1.646              | 1.451              | 1.542              | 1.436              | 1.395              | 1.322              | 1.232              | 1.194              | 1.198              | 1.064              | 921                | 738                | 609                | 498                | 385                |

## Nevezetességei
- Szent Miklós püspök tiszteletére szentelt római katolikus plébániatemploma a 18. században épült barokk-klasszicista stílusban. Orgonáját 1908-ban építették.
- A plébániatemplom közelében áll a plébánia[5] egyemeletes épülete, mmelyet 1833-ban építették. Az építéséhez szükséges forrásokat és az építkezéshez szükséges fát a Keglević család biztosította. Az épület négyzet alaprajzú, magas kontytetővel. A földszinten levő konyha boltíves, míg a többi helyiségben pedig famennyezet található. A plébánia magas kultúrtörténeti és építészeti értékkel rendelkezik.
- Védett épület a 146. szám alatti emeletes fa lakóház,[6] mely az 1930-as években épült, hosszúkás téglalap alaprajzzal. A falak faragott tölgy deszkákból készültek. A földszint és az első emelet közötti összeköttetést egy külső falépcső biztosítja, amely a ház nyitott verandájához vezet. A házat kontyolt nyeregtető borítja, cserépfedéssel. A hagyományos építésű faház megőrizte eredeti formáját és részleteit.
- Védett épület a 62. szám alatti 19. századi emeletes lakóház[7] hosszúkás, téglalap alaprajzzal. A falak faragott tölgy deszkákból készültek, tetőzete összetett csonka kontytető. A földszint és az első emelet közötti kommunikációt egy külső falépcső teszi lehetővé, amelyet a földszinten téglákkal falaztak fel, és amely a ház nyitott verandájához vezet. A keskenyebb főhomlokzatot két ablaktengely tagolja. A földszinti belső falak durván vakoltak. A földszint és az első emelet mennyezete tölgy deszkákból épült. A földszinten három szoba, az első emeleten pedig két szoba található. A tetőtérbe létra vezet. A ház értékes berendezéssel és nagyszámú népi használati tárggyal rendelkezik, amelyek közül kiemelkednek a ruhák, élelmiszerek és szekrények tárolására szolgáló ládák.
- Kata Dumbović nemzeti hős mellszobra